# Knezovića jezero
Knezovića jezero je jezero u Imotskoj krajini, sjeverno od sela Lokvičići. 

## Opis
To je izuzetno strma i nepristupačna ponikva, po nepristupačnosti i izgledu se može mjeriti s Crvenim jezerom, no znatno manjih dimenzija. Voda u jezeru izuzetno je bistra, a duboka je 40-ak metara. No, unatoč tolikoj dubini, u povijesti je zabilježeno i presušivanje jezera.